# مسجد شين شيان

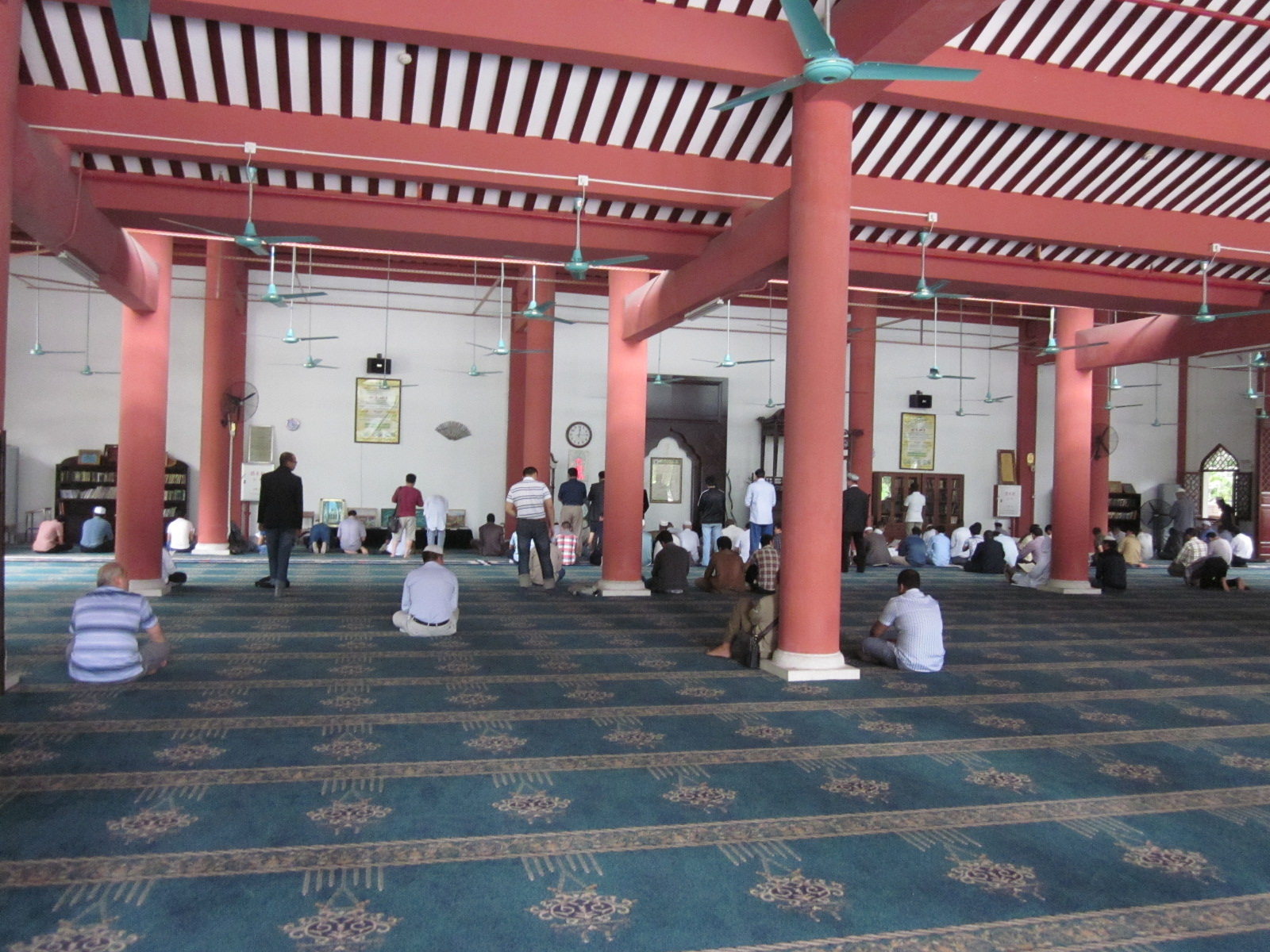
قاعة الصلاة

مسجد شين شيان أو مسجد الحكماء (بالصينية 先贤清真寺: بالبينيين Xiānxián Qīngzhēnsì) يقع المسجد في مدينة غوانزو التابعة لمقاطعة غوانغدونغ في الصين. تم بناء المسجد 629 م خلال عهد أسرة تانغ.

## العمارة
بنَى المسجد على النمط الصيني التقليدي، ويغطي مساحة قدرها 1860 م²، يتألف المسجد من قاعة صلاة وغرفة جناح وغيرها من المرافق. قاعة الصلاة عبارة عن مبنى من طابقين يستوعب المسجد 3000 مصلي.